# Joseph Smith Fletcher
Joseph Smith Fletcher (ur. 7 lutego 1863 w Halifaksie, West Yorkshire, zm. 30 stycznia 1935 w Dorking, Surrey) – angielski dziennikarz i autor powieści.

## Życiorys
Brytyjski pisarz powieści kryminalnych Joseph Smith Fletcher urodził się w Halifaksie, jako syn księdza. Został osierocony przez ojca w wieku ośmiu miesięcy. Jego babcia, która mieszkała w Darrington koło Pontefract, przyjęła go do swojego gospodarstwa. Joseph ukończył Silcoates School w Wakefield.
Fletcher w wieku 18 lat przeniósł się do Londynu, aby zostać dziennikarzem. Pracował w kilku gazetach, chociaż nie był jeszcze zawodowym dziennikarzem. Po krótkim studiowaniu prawa, w wieku 20 lat rozpoczął pracę jako asystent redaktora. Wkrótce wrócił do rodzinnego Yorkshire i rozpoczął pracę jako niezależny pisarz.
Fletcher ożenił się z irlandzką pisarką Rosamond Langbridge. Rodzina miała jednego syna, Valentine’a Fletchera, który służył jako pastor w różnych parafiach w Yorkshire, w tym w Bradford i Sedbergh.
Fletcher zmarł 30 stycznia 1935 roku w Dorking, Surrey.

## Twórczość
W latach 1890–1900 Fletcher pisał dla Leeds Mercury o radościach i smutkach wiejskiego życia. Jego pseudonimem był "Son of the Soil". W 1892 roku ukazała się jego pierwsza powieść When Charles the First Was King, przez co został zauważony jako pisarz. Szczególną uwagę opinii publicznej przyciągnęła jego publikacja w Yorkshire Post na temat koronacji Edwarda VII w 1902 roku. Od tej pory pisał płodnie we wszystkich gatunkach - poezja, beletrystyka, historia, literatura, teologia, romanse, komedie i wiele innych rzeczy. W sumie napisał ponad 230 książek.
Pierwszymi dziełami Fletchera były wiersze. Następnie napisał serię fikcji historycznych i historii. Wiele z nich dotyczyło Yorkshire, dlatego też został wybrany na Członka Królewskiego Towarzystwa Historycznego.
Fletcher napisał szereg powieści na tematy wiejskie, regionalne. The Wonderful Wapentake (1894) było pierwszą z tej serii. Michael Sadleir ocenił powieść historyczną Fletchera When Charles the First Was King (1892) jako jego najlepsze dzieło.
Fletcher napisał swój pierwszy kryminał w 1914 roku, a potem jeszcze ponad sto kolejnych. W ten sposób stał się jednym z płodniejszych twórców angielskiej powieści kryminalnej. Wiele z nich zostało zrealizowanych przy wsparciu prywatnego wydawcy Ronalda Camberwella. W latach 30. Ronald Camberwell pojawiał się w książkach Fletchera jako główny detektyw prowadzący sprawy (np. Morderstwo we Wrides Park, 1931).
Fletcher był czasami uznawany za pisarza Złotej Ery angielskiego kryminału, ale w rzeczywistości był on współczesny Arthurowi Conan Doyle’owi i wyprzedzał tę epokę. Większość jego książek w miarę antycypuje nadchodzącą epokę, ale niektóre nie trzymają się zamkniętej formy i ścisłych reguł, które występują u pisarzy Złotej Ery.
W 1918 r. prezydent USA Woodrow Wilson powiedział, że bardzo podobała mu się powieść Fletchera Morderstwo w Middle Temple. Zachęcony recenzją prezydenta, wydawca Alfred Knopf rozpoczął publikację wielu kryminałów Fletchera. Stały się one szeroko popularne w Stanach Zjednoczonych.

## Powieści J. S. Fletchera wydane w Polsce
W latach międzywojennych wydano w języku polskim pięć powieści kryminalnych. Kolejna - Morderstwo we Wrides Park, ukazała się na początku lat 90. XX w. Znana powieść Morderstwo w Middle Temple została przetłumaczona i wydana po raz pierwszy po polsku w 2022.
- Kobieta o dwóch nazwiskach (Rayner-Slade amalgamation, 1917, polskie wydanie 1930, 2015 LTW)
- Morderstwo w Middle Temple (The Murder at Middle Temple, 1919 pierwsze polskie wydanie 2022 Strefakryminalu.pl[2])
- Brylant śmierci (Orange-yellow diamond, 1920 kilka polskich wydań od 1930, ostatnie LTW)
- Tajemnica dworu Markenmore (Markenmore mystery, 1921, polskie wydanie 1930, 2015 LTW)
- Tajemnica morderstwa w Raju (The Paradise Mystery or Wrychester Paradise, 1921, pierwsze polskie wydanie 2022 Strefakryminalu.pl)
- Morderstwo w Wrides Park (Murder at Wrides Park, 1931, wydanie z 2020 r. CM[1])
- Morderstwo w czterech odsłonach (Murder in Four Degrees, 1931, pierwsze polskie wydanie CM w 2025[3])
- Jedyny świadek znika (Murder of the only witness, 1933; polskie wydanie 1934 i 2017 LTW)
- Śmierć Mazaroffa (Mazaroff murder, polskie wydanie 1935)
- Morderstwo w młynie (The Millhouse Murder lub Todmanhawe Grange, 1937; powieść dokończona przez Torquemadę, polskie wydanie 2024)[4]